# Charles Jencks
 (octobre 2019).
Si vous disposez d'ouvrages ou d'articles de référence ou si vous connaissez des sites web de qualité traitant du thème abordé ici, merci de compléter l'article en donnant les références utiles à sa vérifiabilité et en les liant à la section « Notes et références ».
Charles Jencks, né le 21 juin 1939 à Baltimore et mort le 13 octobre 2019 à Londres, est un architecte et historien américain de l'architecture.
Avec la parution en 1977 de The Language of Postmodern Architecture, il est un des promoteurs du postmodernisme qui s'est développé dans le sillage de l'essai fondateur de Robert Venturi Complexity and contradiction in architecture (1966). Une partie importante de son œuvre porte également sur l'architecture paysagère dont une grande partie a été réalisée en Écosse près de Glasgow.

## Biographie

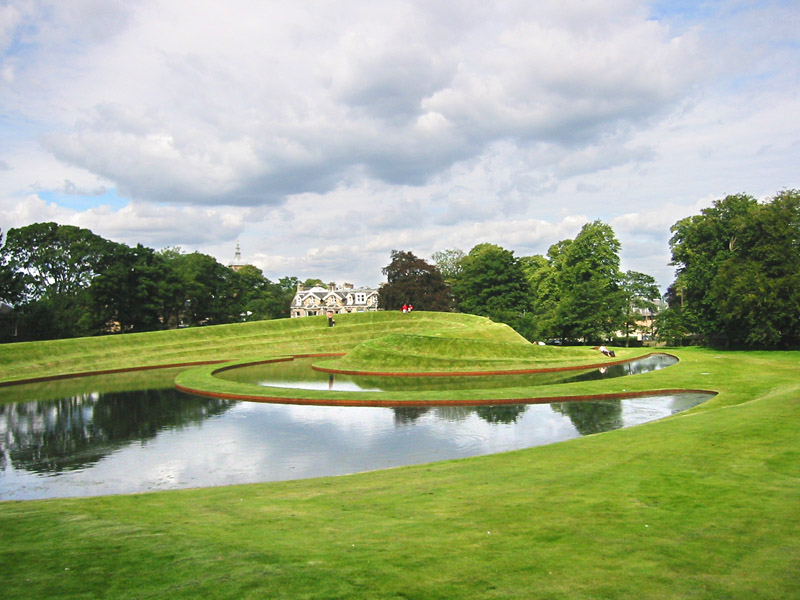
Landform au Scottish National Gallery of Modern Art.

Né à Baltimore (Maryland) le 21 juin 1939, Charles Alexander Jencks était le fils du compositeur Gardner Platt Jencks et de Ruth DeWitt Pearl. Jencks fréquente la Brooks School à North Andover, dans le Massachusetts, où il obtient un baccalauréat en littérature anglaise de l'Université Harvard en 1961 et une maîtrise en architecture de la Graduate School of Design de Harvard en 1965. En 1965, Jencks déménage des États-Unis vers le Royaume-Uni. Royaume où il a des maisons en Écosse et à Londres. En 1970, Charles Jencks obtint un doctorat en histoire de l'architecture auprès du moderniste radical Reyner Banham à l'University College de Londres. Cette thèse fut la source de son ouvrage Modern Movements in Architecture (1973), qui critiquait la suppression de certaines variations modernistes.
Il meurt le 13 octobre 2019 à l'âge de 80 ans.

### Famille
Charles Jencks a épousé Pamela Balding en 1961 (fin du mariage en juillet 1973) ; avec qui il a deux fils : l'un travaille comme architecte paysagiste à Shanghai, tandis que l'autre travaille pour Jardines au Vietnam. Marié d'autre part à Maggie Keswick avec qui il a deux enfants : John Jencks, un réalisateur basé à Londres, marié à Amy Agnew, et Lily Clare Jencks, qui en 2014 a épousé Roger Keeling. Charles Jencks a épousé Louisa Lane Fox comme troisième épouse en 2006 et est donc le beau-père de son fils Henry Lane Fox et de sa fille Martha Lane Fox.